# Tamaroa
Tamaroa – wieś w Stanach Zjednoczonych, w stanie Illinois, w hrabstwie Perry.